# دروار (دامغان)
دَرْوار روستایی در دهستان تویه دروار بخش امیرآباد شهرستان دامغان استان سمنان ایران است.
این روستا مرکز دهستان تویه دروار است. دروار در ۵۲ کیلومتری شمال غربی دامغان جای دارد.
این روستا زادگاه پدری محسن تنابنده بازیگر ، کارگردان و نویسنده مشهور سینمای ایران است . 
این روستا از طریق گردنه بشم و جاده سمنان - کیاسر به استان مازندران راه دارد و فاصله آن از جادهٔ اصلی تهران مشهد، ۱۲ کیلومتر می‌باشد. ارتفاع روستا از سطح دریا ۱٬۵۵۰ متر است.
مردم دروار به گویش درواری که آمیخته‌ای از واژه‌های محلی،ومازندرانی  صحبت می‌کنند.

## جمعیت
بر پایه سرشماری عمومی نفوس و مسکن در سال ۱۳۹۵ جمعیت این مکان765 نفر (222خانوار) بوده‌است.